# Statul Ecuatoria de Vest
Statul (vilaietul) Ecuatoria de Vest este una dintre cele 10 unități administrativ-teritoriale de gradul I ale Sudanului de Sud. Reședința sa este orașul Yambio.